# Novi Marof

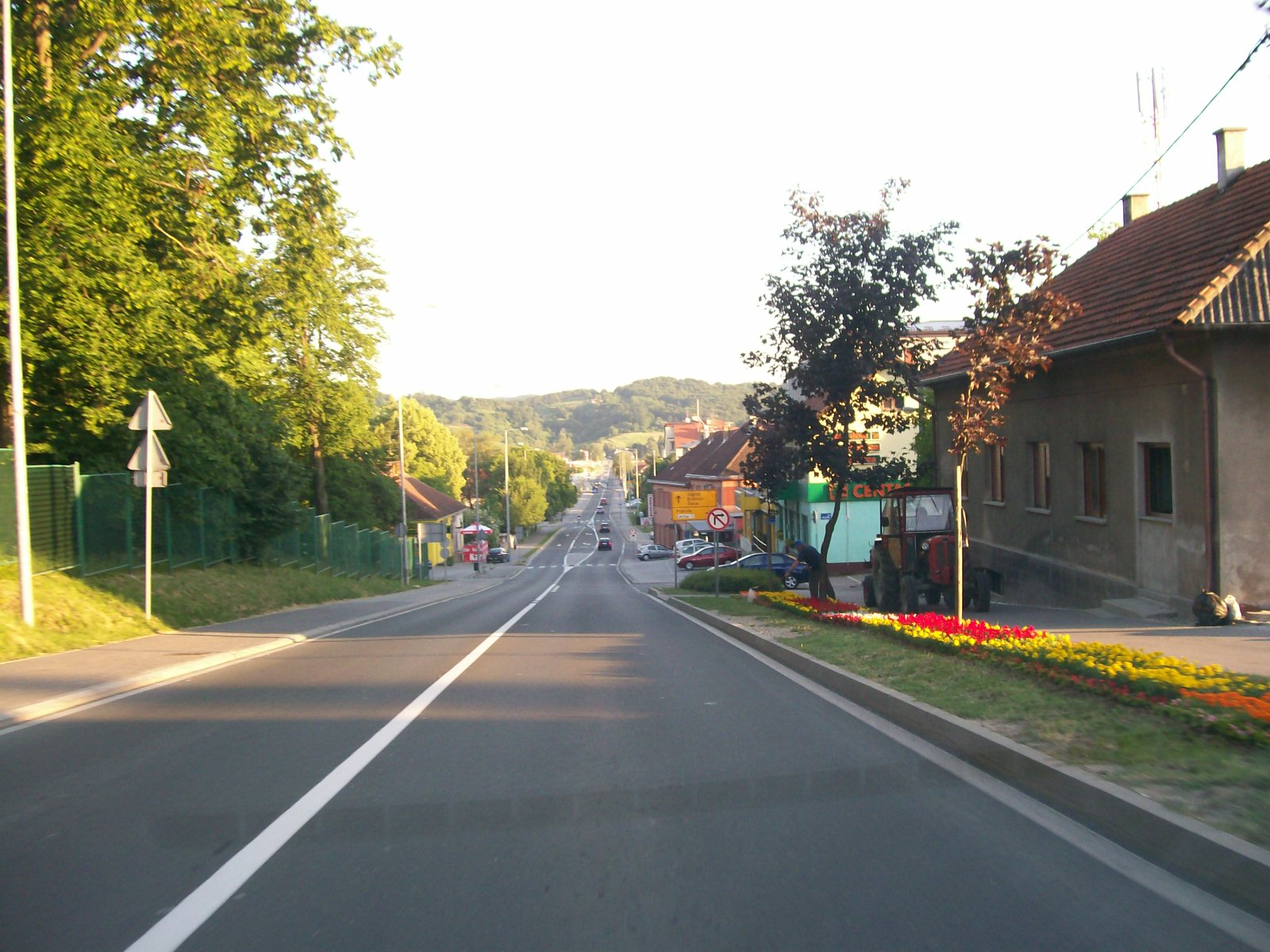
Novi Marof

Novi Marof är en stad i norra Kroatien. Den ligger i Varaždins län, söder om Varaždin och öster om Ivanec. Kommunen har 13 246 invånare, medan själva staden har 1 956 invånare (2011).